# Nódulo de recombinación
Los nódulos de recombinación son una parte del complejo sinaptonémico. Es el lugar donde se produce el entrecruzamiento (crossing-over) de los cromosomas homólogos.
Esto tiene lugar en la etapa del Paquiteno, durante la Profase I de la Meiosis.
Constituye una estructura proteica que contiene las enzimas necesarias para el intercambio de genes (información genética) entre las cromátidas de los dos cromosomas homólogos.
Enzimas como: endonucleasas, ADN polimerasa, ADN ligasa y otras imprescindibles para que acontezca el sobrecruzamiento. Estas enzimas fragmentan la doble hélice de ADN, luego estos fragmentos son intercambiados y se fusiona de nuevo la nueva doble hélice con la ayuda de las enzimas.